# Sahib Bibi Aur Ghulam
Sahib Bibi Aur Ghulam é um filme de drama indiano de 1962 dirigido e escrito por Abrar Alvi e Bimal Mitra. Foi selecionado como representante da Índia à edição do Oscar 1963, organizada pela Academia de Artes e Ciências Cinematográficas.

## Elenco
- Meena Kumari - Chhoti Bahu
- Guru Dutt - Atulya Chakraborty aka "Bhootnath"
- Rehman - Chhote Babu
- Waheeda Rehman - Jaba
- Nazir Hussain - Subinay Babu